# Паспорт гражданина Марокко

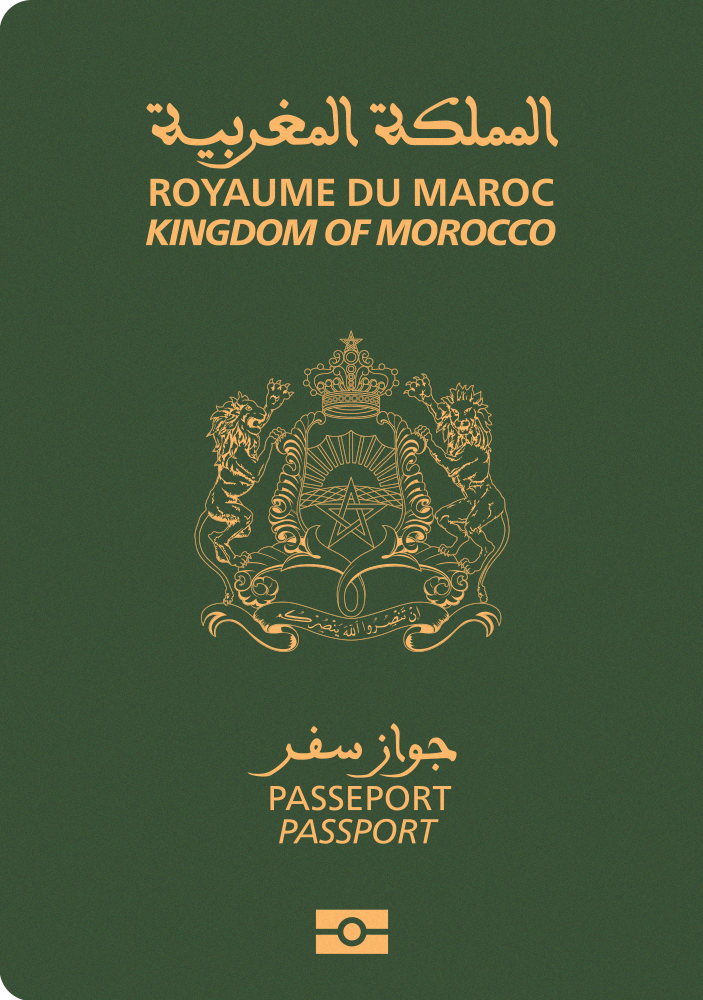
Современный марокканский биометрический паспорт

 Паспорт гражданина Марокко  — документ, который выдаётся гражданам Марокко для совершения поездок за границу. Кроме того, выступает в качестве доказательства марокканского гражданства, а также облегчает процесс обеспечения помощи от марокканских консульских лиц за границей (если это необходимо). С 15 декабря 2009 года биометрический паспорт доступен всем гражданам Марокко. Они могут подать заявление на получение паспорта в любое время и в любом месте. Был создан веб-портал с новой программой регистрации, которая принимает заявителей пошагово. После того, как документ, удостоверяющий личность, собран, заявитель может заполнить онлайн-форму, распечатать и представить лично в префектуре. Загружаемые формы для паспорта и временные паспорта также могут быть распечатаны для рукописного завершения. PDF-файл описывает допустимые форматы фото, а удобная функция слежения позволяет заявителям проследить различные стадии обработки.
Существуют два основных вида Марокканского паспорта:
1. Регулярный (зелёный) — выдаётся гражданам Марокко для международных поездок.
2. Дипломатический (красный) — выдаётся дипломатам и их родственникам.

## Перевод
Марокканские паспорта имеют следующую формулировку на обложке:
- Сверху: «لمملكة المغربية» «ROYAUME DU MAROC» «КОРОЛЕВСТВО МАРОККО».
- По середине: Герб Марокко.
- Внизу: «جواز سفر» «PASSEPORT» «ПАСПОРТ»